# Higashikagawa

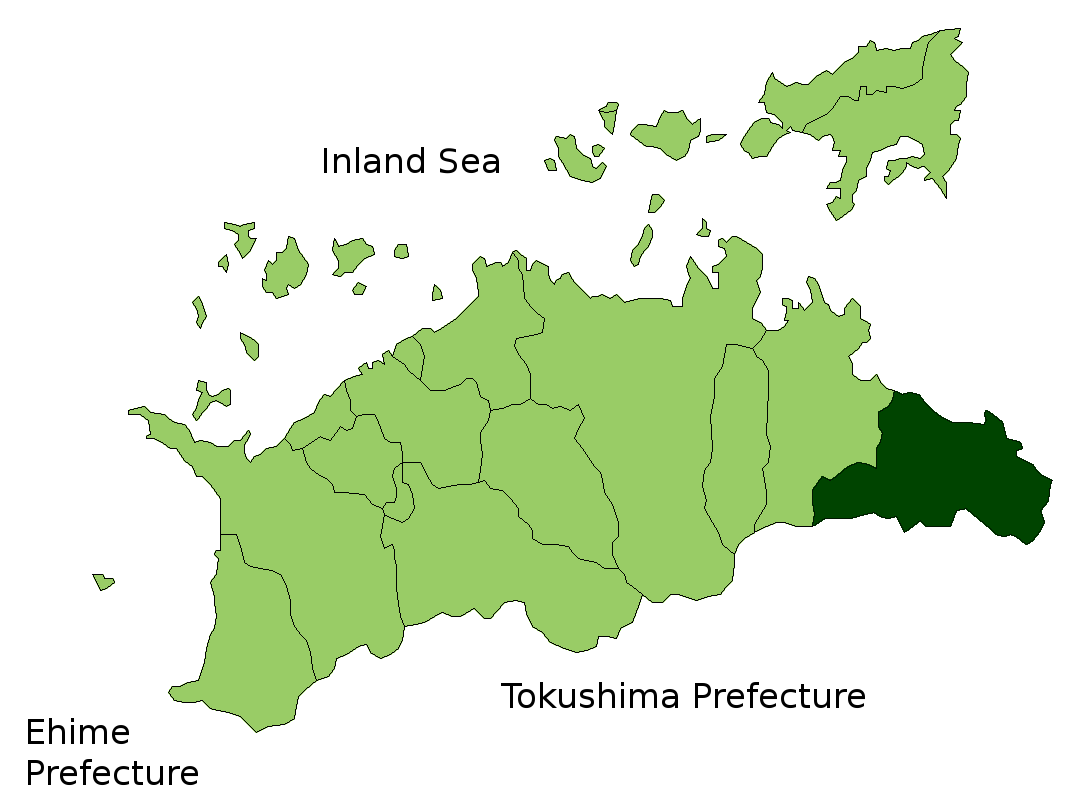

Higashikagawa (東かがわ市 Higashikagawa-shi?) este un municipiu din Japonia, prefectura Kagawa.